# チーター (航空機)
チーター／Cheetah
チーターE
- 用途：戦闘機
- 分類：多用途戦闘機
- 設計者：アトラス・エアクラフト社
- 製造者：アトラス・エアクラフト社
- 運用者

  -  南アフリカ共和国（南アフリカ空軍）
  -  エクアドル（エクアドル空軍）
  -  チリ（チリ空軍）
- 生産数：C - 38機、D - 16機、E - 16機
- 生産開始：1986年
- 運用開始：1986年
- 運用状況：退役済

チーター(英語:Cheetah)は、南アフリカ共和国の国有会社アトラス・エアクラフト社で開発された軍用機である。派生型により、攻撃機、偵察機、戦闘機、練習機として用いられた。また、後期型は爆撃任務や偵察任務もこなす多用途戦闘機として開発された。

## 概要
イギリス連邦の構成国家であった南アフリカでは、従来スピットファイア戦闘機、キャンベラ爆撃機、センチュリオン戦車など、主としてイギリス製の兵器が用いられてきた。また、第二次世界大戦後はアメリカ合衆国からもP-51戦闘機、F-86F戦闘機など様々な種類の援助を受けていた。
しかしながら、アパルトヘイト政策への批判から1964年にイギリスが南アフリカに対して禁輸政策を採ると、同国に対してフランスは真っ先に援助を申し入れ、結果ミラージュIIIやミラージュF1AZ/CZ戦闘機をはじめとするフランス製兵器が導入されることとなった。その一方で、南アフリカは自国での兵器開発も進めるようになった。
1970年代後半になると、フランスも国連安保理決議418号に基づいて禁輸政策を採るようになった。一方で、アンゴラ、ザンビア、モザンビークのような周辺国は旧ソ連製のMiG-21やMiG-23、Su-22といった高性能機を配備するようになり、これらの国と敵対関係にあった南アフリカは装備上の困難に直面することになった。南アフリカは、老朽化したミラージュIIIやバッカニア、キャンベラ等の代替として、自国のミラージュIIIEZを改修して用いることとした。南アフリカは従来秘密裏に密接な関係を築き上げてきたイスラエルからの支援を受け、同国のIAI社がやはりミラージュIIIから開発したクフィルを原型にして、攻撃機としての能力を中心に改良した単座戦闘攻撃機型のチーターE、及びその複座練習機型のチーターDを完成した。

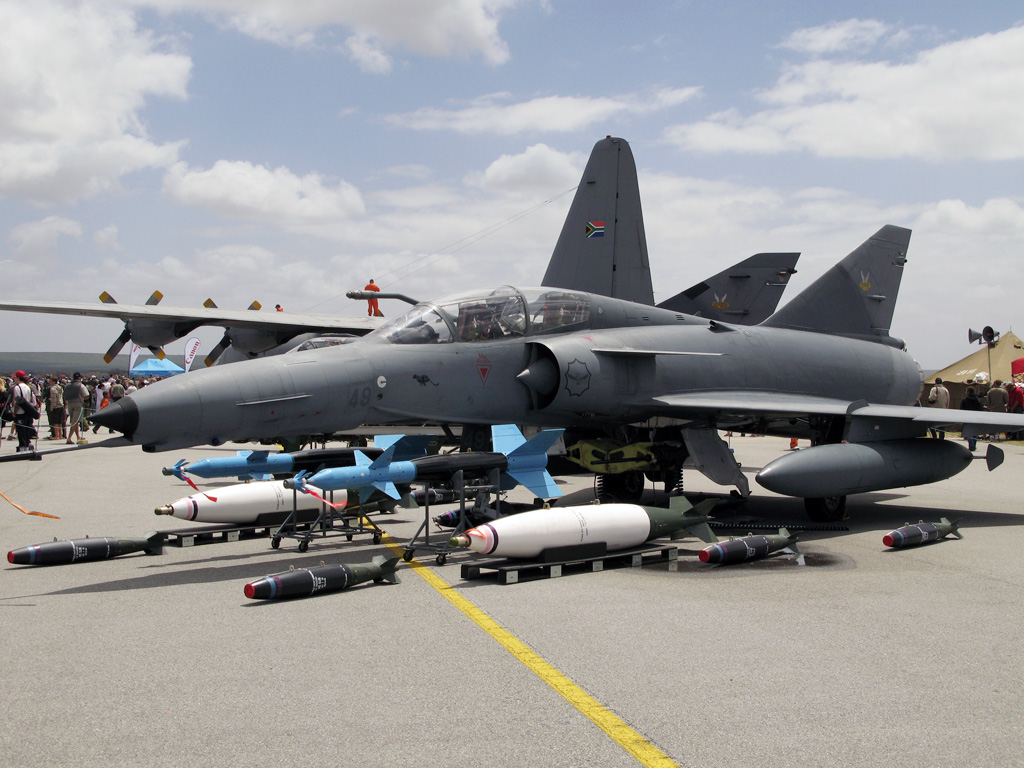
複座練習型のチーターD

チーターEとクフィルC7は同程度の能力を持った機体であったが、クフィルがエンジンをアメリカのジェネラル・エレクトリック製J79に換装したのに対し、チーターはフランスのスネクマ製アター9Cをそのまま残していた。チーターE/Dへは、30機前後が改修されたといわれ、D型は1986年7月1日から、E型は少し遅れて1988年3月から配備が始められた。なお、バッカニアの退役に伴いチーターDには核兵器運用任務が付与されたともいわれているが、いずれにせよ南アフリカの核兵器廃棄により解除されたものと思われる。

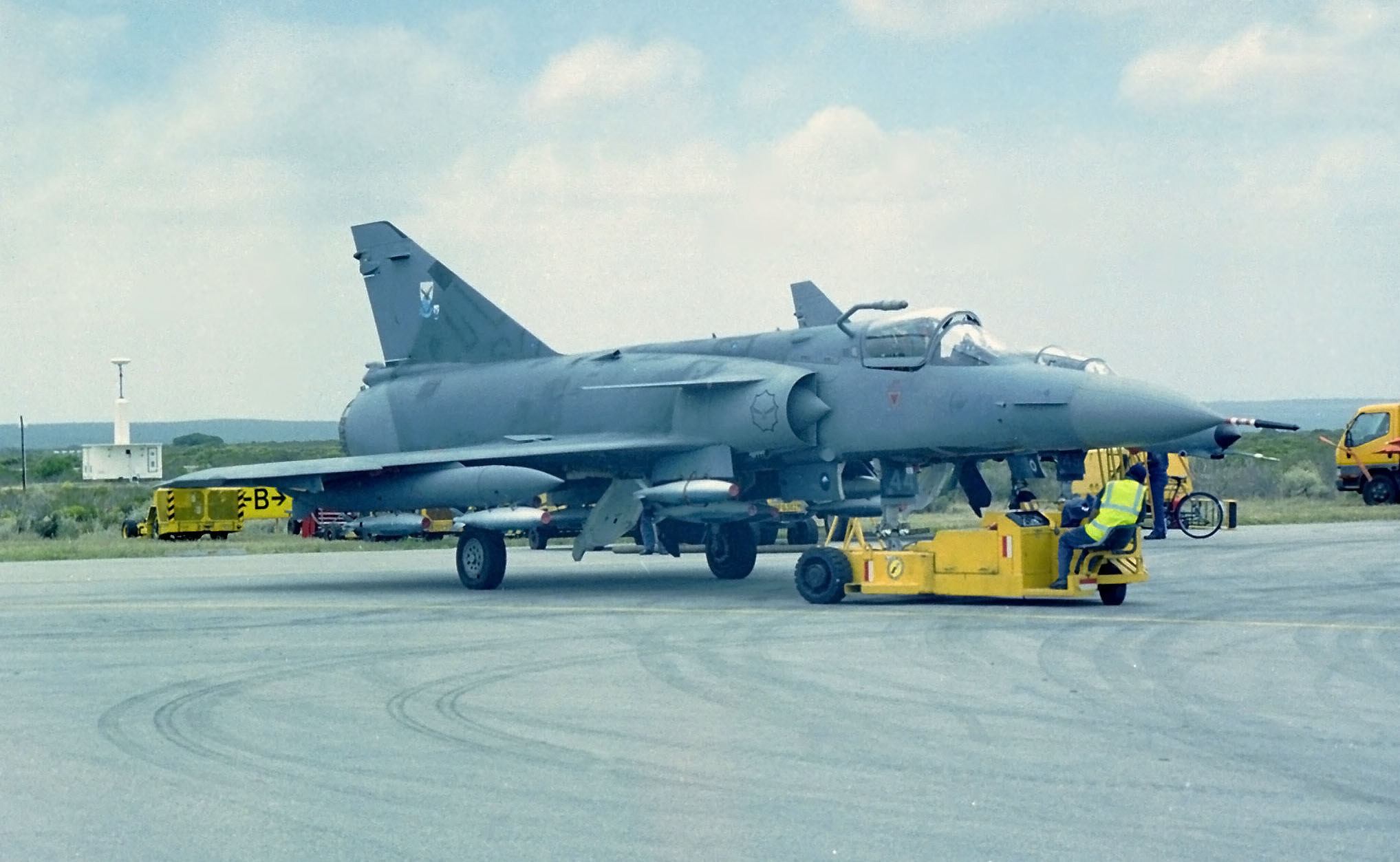
チーターC

その後も開発は続けられ、1995年までには新型のチーターCの納入が完了した。同機は、国内外の退役したミラージュF1から取得した、J79に匹敵する性能を持つアター9K50にエンジンを換装している。さらにEL/M-2032ドップラー・レーダーと広視野型HUDを装備するなど、最新型クフィル2000と同等の能力を備えた。兵装は固定武装の30 mm機関砲2門の他にV3Bククリ、V3Cダーター（射程延長型のUダーター規格のものを含む）、パイソン、シャフリルなどの空対空ミサイル及び各種誘導爆弾などがあり、アクティブ・レーダー・ホーミング空対空ミサイルも運用できる。また、空中給油プロープを備え、南アフリカ空軍所有のボーイング707空中給油機と連携してより柔軟な運用を行うことができる。
他に、チーターEの戦術偵察機型チーターRも開発されたが、1機製造のみで終わっている（偵察任務はタイプ18シリーズ600偵察ポッドを携行するチーターCが受け持っている）。また1990年代にはチーターDの1機にロシア製SMR-95エンジン（MiG-29用のRD-33エンジンの発展型）を搭載する試験も行われていたが、チーターは南アフリカ空軍から退役することとなり同エンジンを用いた能力向上型の量産型は必要なくなった。
それ以降しばらくチーターC/Dは南アフリカ唯一の超音速ジェット戦闘機であったが、2008年、スウェーデンのサーブ製JAS39Cグリペン多用途戦闘機に更新され、退役した機体はチリやエクアドルへの輸出のほか、アメリカ合衆国のドラケン・インターナショナル社や南アフリカ共和国の国営企業であるデネル・エアロスペース・システムズの系列会社に売却された。それと同時期に、MB-326Kインパラ1攻撃機・MB-326Mインパラ2練習機も英国のBAe（現BAEシステムズ）製ホークMk.120練習機・軽攻撃機に代替されている。

## スペック
- 翼幅：8.22 m
- 全長：15.55 m
- 全高：4.5 m
- 翼面積：35 m2
- 空虚重量：6600 kg
- 最大離陸重量：13,700kg
- 発動機：スネクマ アター 9K50 ×1
- 推力：72 kN
- 最高速度：マッハ 2.2
- 上昇力：1494 m/min
- 乗員：1 名
- 固定武装：30 mm DEFA553 機関砲 ×2

## 派生型
チーターE
単座戦闘攻撃機型。
チーターD
複座練習戦闘機型。
チーターR
単座戦術偵察機型。
チーターC
単座多用途戦闘機型。

## 運用国

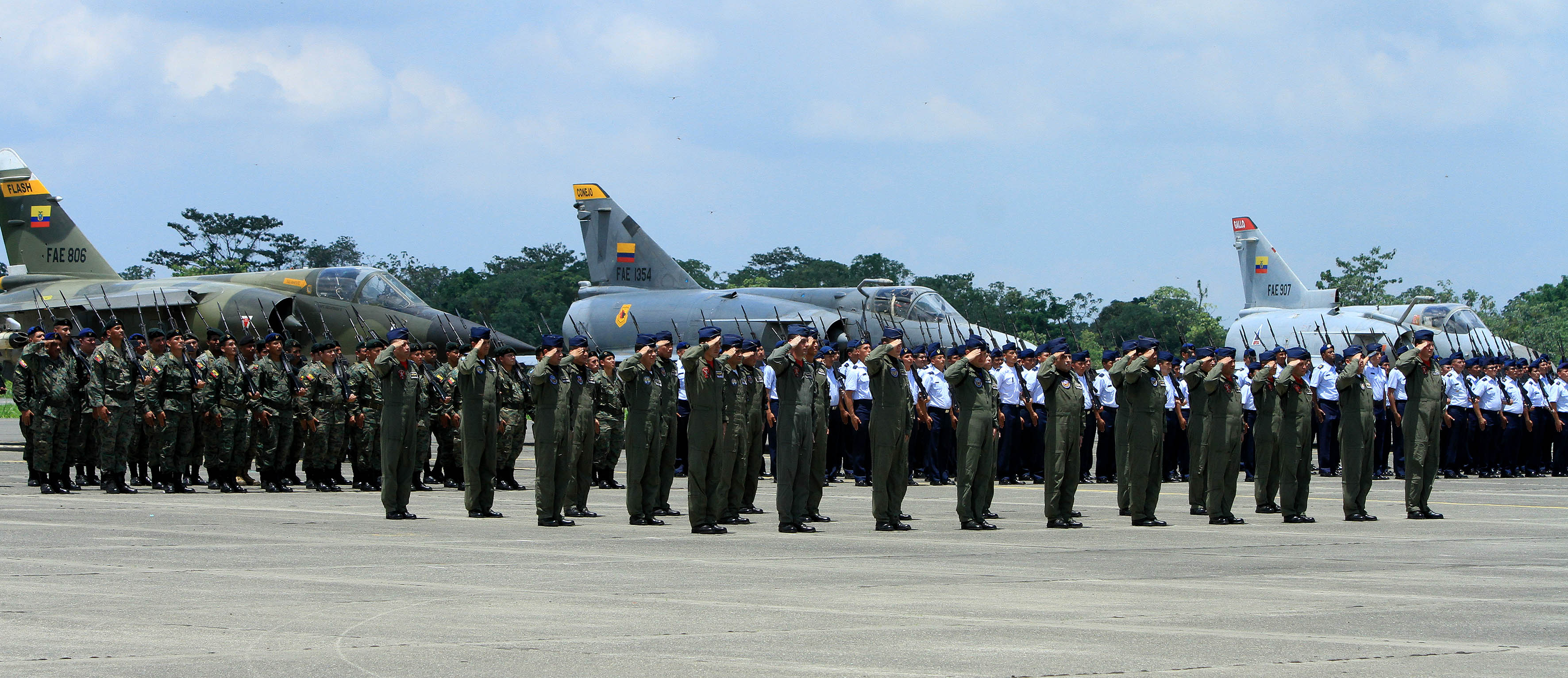
2015年2月10日に撮影された、エクアドル空軍の式典。
左からミラージュF1JA、チータC、クフィルCE

南アフリカ共和国
南アフリカ空軍
 エクアドル
エクアドル空軍
 チリ
チリ空軍